# Киррвайлер (Кузель)
Киррвайлер (нем. Kirrweiler) — община в Германии, в земле Рейнланд-Пфальц.
Входит в состав района Кузель. Подчиняется управлению Лаутэреккен. Население составляет 162 человека (на 31 декабря 2010 года). Занимает площадь 6,34 км².